# Kneške Ravne
Kneške Ravne este o localitate din comuna Tolmin, Slovenia, cu o populație de 11 locuitori.